# All Night Long (песня Mary Jane Girls)
«All Night Long» (с англ. — «Всю ночь напролёт») — сингл 1983 года американской женской R&B группы Mary Jane Girls. 
Несмотря на то, что песня активно семплировалась с самого начала, такими артистами как LL Cool J и Mary J. Blige, линия баса в ней взята из сингла Кени Бёрка 1982 года «Risin' to the Top». 
В 2002 году песня была включена в саундтрек компьютерной игры Grand Theft Auto: Vice City.

## Семплирование песни
- Группа The Black Eyed Peas семплировала «All Night Long» в своей песне «Audio Delite at Low Fidelity» с альбома Monkey Business.
- Американская певица Дженнифер Лопес семплировала «All Night Long» в Murder Remix для своей песни «I’m Real».
- LL Cool J семплировал «All Night Long» в своей песне «Around the Way Girl» с альбома 1990 года Mama Said Knock You Out.
- Mary J. Blige семплировала «All Night Long» для её песни «Mary Jane (All Night Long)» на её альбоме 1994 года My Life.
- Jay-Z семплировал «All Night Long» на песне «Only a Customer», которая появилась на саундтреке к фильму 1998 года The Streets Is Watching.
- Big Daddy Kane семплировал «All Night Long» на альбоме 1989 года «Smooth Operator».
- Groove Theory семплировали «All Night Long» для их песни «Tell Me».
- Jeru the Damaja (via DJ Premier) семплировал барабаны «All Night Long» (которые были спрограммированы на Oberheim DMX на песне «Da Bitchez» с альбома The Sun Rises in the East.
- Ice Cube семплировал «All Night Long» для песни «You Know How We Do It» на его альбоме 1993 года Lethal Injection.
- Рэпер Onar семплировал «All Night Long» для песни «Klubing» на его альбоме 2003 года «Wszystko co mogę mieć».